# انتخابات ریاست‌جمهوری فلسطین (۲۰۰۵)
انتخابات ریاست‌جمهوری فلسطین در کرانه باختری و نوار غزه تحت حکومت تشکیلات خودگردان فلسطین در روز یکشنبه ۹ ژانویه ۲۰۰۵ برای انتخاب رئیس تشکیلات خودگردان فلسطین برای انتخاب جانشین یاسر عرفات که در ۱۱ نوامبر ۲۰۰۴ درگذشته بود، برگزار شد. این انتخابات، نخستین انتخاباتی بود که از زمان انتخابات سراسری ۱۹۹۶ برگزار شد و رای‌دهندگان، محمود عباس را برای یک دوره چهارساله، به عنوان رئیس سازمان آزادی‌بخش فلسطین انتخاب کردند.
هفت نامزد در انتخابات شرکت کردند. عباس بیش از ۶۷ درصد آرا را به دست آورد، مصطفی برغوثی، نامزد مستقل، با ۲۱ درصد در رتبه دوم قرار گرفت و بقیه نامزدها، بسیار عقب‌تر بودند. این انتخابات، توسط حماس و جهاد اسلامی تحریم شد. حماس از حامیان خود خواست که شرکت نکنند، اما تلاشی برای ایجاد اختلال در انتخابات نکرد. در نوار غزه، جایی که حماس بیش‌ترین نفوذ را داشت، تخمین زده می‌شد که حدود نیمی از واجدین شرایط رای می‌دهند.
از سال ۲۰۰۵ تاکنون، هیچ انتخابات ریاست‌جمهوری دیگری برگزار نشده است. عباس از زمان پایان دوره چهارساله در ۹ ژانویه ۲۰۰۹، با به تعویق افتادن مکرر انتخابات برنامه‌ریزی شده آینده، به ماندن در سمت خود ادامه داده است.